# Oscar Farinetti
Natale Oscar Maria Farinetti, conosciuto come Oscar (Alba, 24 settembre 1954), è uno scrittore, dirigente d'azienda e imprenditore italiano, fondatore della catena Eataly ed ex proprietario della catena di grande distribuzione Unieuro.

## Biografia
Oscar Farinetti nasce ad Alba in Piemonte nel 1954, figlio del partigiano, imprenditore e politico Paolo Farinetti. Dopo aver frequentato il liceo classico "Govone" di Alba si iscrive alla facoltà di Economia e commercio dell'Università di Torino nel 1972, ma abbandona l'università nel 1976. Contribuisce in prima persona a sviluppare il supermercato Unieuro fondato dal padre nel 1967 fino a farlo diventare una catena di grande distribuzione, specializzata in elettronica, di rilevanza nazionale. Nel 1978 diviene membro del consiglio d'amministrazione, poi amministratore delegato e infine presidente, fino al 2003. Decide poi di vendere Unieuro alla public company inglese di vendita al dettaglio di elettronica di consumo Dixons Retail con sede a Hemel Hempstead (Regno Unito). Con il ricavato di 528 milioni di euro fonderà nel 2004 una nuova catena di distribuzione alimentare, Eataly.

Logo Eataly

Nel 2003 acquista e segue la ristrutturazione del Premiato Pastificio Afeltra di Gragnano (Campania) del quale poi diventa amministratore delegato. Nel periodo 2002-2004 collabora anche a diverse ricerche didattiche di mercato dell'Università Bocconi di Milano e dell'Università degli Studi di Parma. Nel 2011 Farinetti promuove il viaggio in barca a vela da Genova a New York "7 mosse per l'Italia", al quale partecipa insieme a Giovanni Soldini, dal 25 aprile al 2 giugno dello stesso anno. Dal viaggio verrà tratto un libro omonimo. Nel giugno 2012 Eataly ha già nove filiali in Italia, nove in Giappone e una a New York. Nel 2016 la rete sarà formata da 38 negozi di cui 16 all'estero. Nell'estate 2015 decide di fare un passo indietro lasciando ufficialmente gli incarichi in azienda; nello stesso anno si dichiara contrario agli Ogm. Nel 2020 fa una comparsa nel film Figli con Paola Cortellesi e Valerio Mastandrea. È autore di 17 libri.

## Vita privata
Farinetti vive a Novello, vicino a Cuneo. Sposato dal 1978 con Graziella Defilé. Ha appoggiato il Partito Democratico del segretario Matteo Renzi, per poi seguirlo in Italia Viva.

## Controversie
Nel 2015 durante la trasmissione Servizio pubblico di Michele Santoro viene criticato dal giornalista Marco Travaglio per la partecipazione di Eataly ad Expo senza gara d'appalto "perché amico del Presidente del Consiglio Renzi" e per alcune sedi "regalate dai Comuni", in cui Eataly non paga l'affitto.
L'11 maggio 2020, nel corso di un'intervista rilasciata a Il Fatto Quotidiano, dichiara di ritenere necessario il prelievo forzoso dai conti correnti degli italiani, per risolvere il problema di come finanziare la ricostruzione dopo la pandemia di Covid-19, "un po' come fece Giuliano Amato nel 1992" ma trovando "il nome più suadente per dire patrimoniale".

## Premi e riconoscimenti
- Nel 2011 il comune di Forlimpopoli gli ha conferito il Premio Artusi, per aver "saputo diffondere l'immagine del cibo italiano e quindi della cultura italiana"[13].
- Nel 2012 è stato insignito del Premio Scanno per l'alimentazione, per aver dimostrato di saper coniugare attività imprenditoriale ed attenzione verso l'ambiente ed il sociale.
- Nel 2013 gli è stato attribuito il Premio America della Fondazione Italia USA.
- Nel 2014 gli è stata conferita la laurea honoris causa in Economia presso l'Università degli Studi di Urbino "Carlo Bo".
- Nel 2015 gli è stata conferita la laurea honoris causa in Business presso The American University of Rome.[14]

## Opere
- Coccodè. Il marketing-pensiero di Oscar Farinetti, Firenze-Milano, Giunti, 2009. ISBN 978-88-09-06289-4.
- 7 mosse x l'Italia. Un viaggio in barca a vela da Genova a New York con Giovanni Soldini e un po' di amici, Firenze-Milano-Torino, Giunti-Gruppo Abele / Eataly, 2011. ISBN 978-88-09-77541-1.
- Lezioni di cittadinanza. Per diventare più umani, a cura di, Torino, Gruppo Abele, 2012. ISBN 978-88-6579-030-4.
- Storie di coraggio. 12 racconti con i grandi italiani del vino, con Shigeru Hayashi, Milano, Mondadori, 2013. ISBN 978-88-370-9707-3.
- Migliorare si può - 300 consigli dai migliori, a cura di, Mondadori Electa 2015. ISBN 978-8891806963.
- Ricordiamoci il futuro, Milano, Feltrinelli, 2017. ISBN 978-88-07-49218-1.
- Quasi, Milano, La nave di Teseo, 2018. ISBN 978-88-9344-657-0.
- Serendipity. 50 storie di successi nati per caso, Slow Food Editore, 2020. ISBN 978-8884996350.
- Never Quiet. La mia storia (autorizzata malvolentieri), Rizzoli, 2021. ISBN 9788817157964
- È nata prima la gallina… forse, Slow Food Editore, 2022. ISBN 978-88-8499-778-4
- Hai mangiato? , Slow Food Editore, 2025. ISBN 978-88-8499-875-0